# Franklin (Illinois)
Pour les articles homonymes, voir Franklin.
Franklin est un village situé au sud-est du comté de Morgan dans l'Illinois, aux États-Unis,. Il est fondé en 1832 et incorporé le 25 juin 1887.

## Démographie
Lors du recensement de 2010, le village comptait une population de 610 habitants. Elle est estimée, en 2016, à 590 habitants.

### Source de la traduction
- (en) Cet article est partiellement ou en totalité issu de l’article de Wikipédia en anglais intitulé « Franklin, Illinois » (voir la liste des auteurs).